# NGC 3545
NGC 3545 é uma galáxia elíptica (E) localizada na direcção da constelação de Ursa Major. Possui uma declinação de +36° 58' 01" e uma ascensão recta de 11 horas, 10 minutos e 13,1 segundos.
A galáxia NGC 3545 foi descoberta em 26 de Março de 1884 por Édouard Jean-Marie Stephan.